# Chvalovice, Prachatice
Chvalovice là một làng thuộc huyện Prachatice, vùng Jihočeský, Cộng hòa Séc.